# Tauplitz
Tauplitz is een plaats en voormalige gemeente in de Oostenrijkse deelstaat Stiermarken. Het is een ortschaft van de gemeente Bad Mitterndorf, die deel uitmaakt van het district Liezen. De gemeente Tauplitz telde in 2014 1005 inwoners. In 2015 ging ze, samen met Pichl-Kainisch, bij een herindeling op in de gemeente Bad Mitterndorf.
Het dorp Tauplitz kijkt uit over de berg Grimming en huisvest samen met het naburige dorp Bad Mitterndorf een van de vijf skivliegschansen ter wereld.

## Skigebied
Tauplitz heeft een omvangrijk skigebied met 16 liften, waaronder een ultra-moderne gondellift.
Verder zijn er 4 stoeltjesliften en vele andere ankerliften.
Het skigebied heeft grote pistes van de Mitterstein en de Lawinestein, en een dal afdaling van acht kilometer naar Tauplitz en een andere dal afdaling naar Bad Mitterndorf van zeven kilometer.
Ook had Tauplitz in 1960 de langste en modernste stoeltjeslift van de wereld, deze lift wordt ook wel gezien van het toeristische succes van Die Tauplitz.

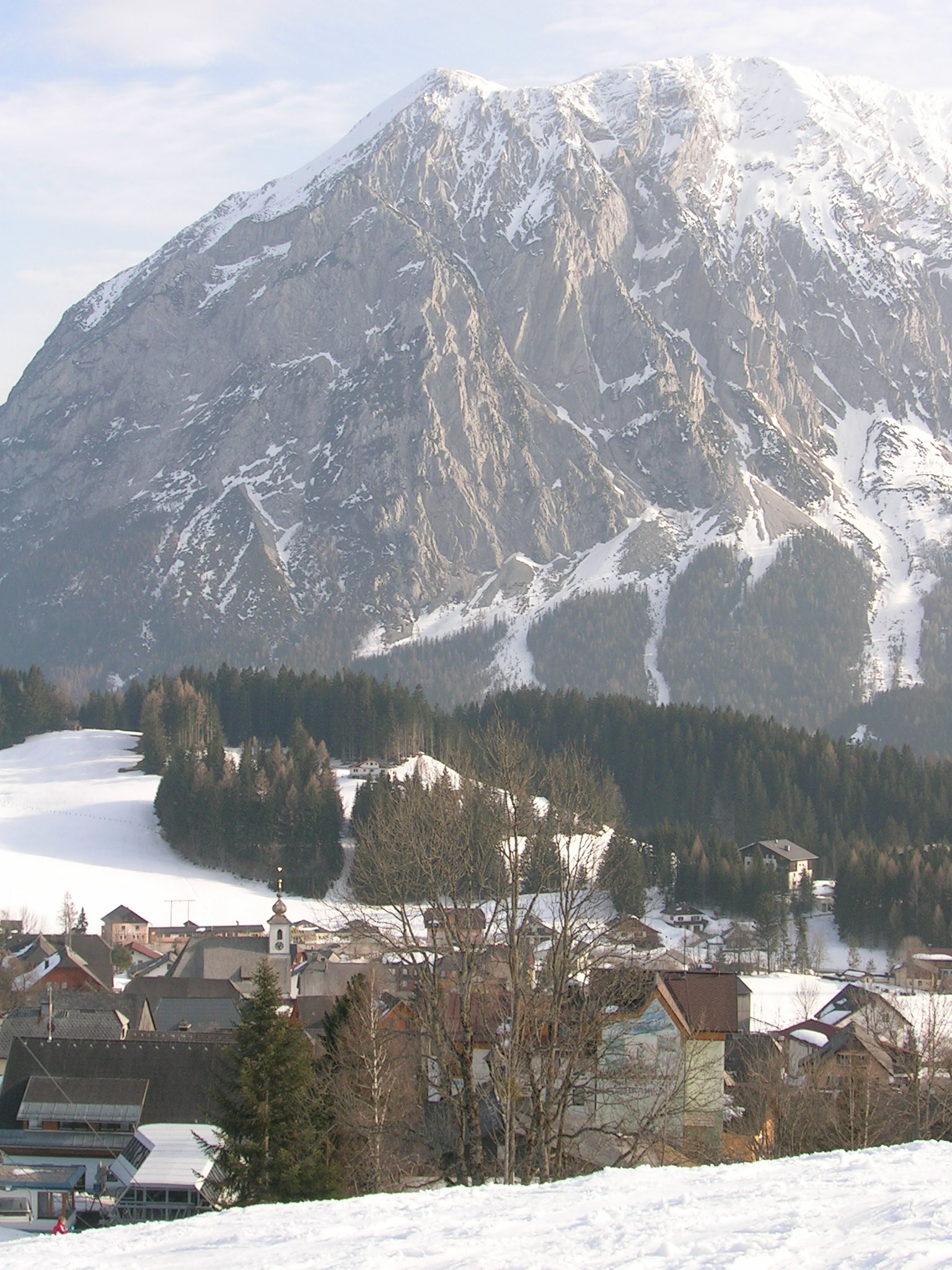
Tauplitz met de Grimming

Admont ·
Aigen im Ennstal ·
Altaussee ·
Altenmarkt bei Sankt Gallen ·
Ardning ·
Bad Aussee ·
Bad Mitterndorf ·
Gaishorn am See ·
Grundlsee ·
Irdning-Donnersbachtal ·
Landl ·
Lassing ·
Liezen ·
Rottenmann ·
Sankt Gallen ·
Selzthal ·
Stainach-Pürgg ·
Trieben ·
Wildalpen ·
Wörschach
Politische Expositur Gröbming:
Aich ·
Gröbming ·
Haus ·
Michaelerberg-Pruggern ·
Mitterberg-Sankt Martin ·
Öblarn ·
Ramsau am Dachstein ·
Schladming ·
Sölk
- Gemeinsame Normdatei: 4375051-5
- Virtual International Authority File: 236984734